# Scaliognathus
Genre
Scaliognathus est un genre éteint de conodontes du Carbonifère.

## Espèces
- †Scaliognathus anchoralis

## Utilisation en stratigraphie
Le Tournaisien, l'étage le plus ancien du Mississippien (Carbonifère inférieur) ou du Dinantien dans le système européen, contient huit biozones à conodontes:
- la zone de Gnathodus pseudosemiglaber et de Scaliognathus anchoralis
- la zone de Gnathodus semiglaber et de Polygnathus communis
- la zone de Dollymae bouckaerti
- la zone de Gnathodus typicus et de Siphonodella isosticha
- la zone de Siphonodella quadruplicata et de Patrognathus andersoni (zone supérieure de Patrognathus andersoni)
- la zone basse de Patrognathus andersoni
- la zone de Patrognathus variabilis
- la zone de Patrognathus crassus